# Oberried (Bade-Wurtemberg)
Pour les articles homonymes, voir Oberried.
Oberried est une commune allemande du Bade-Wurtemberg, située dans le district de Fribourg-en-Brisgau.

## Géographie
Oberried se situe dans le sud de la vallée du Dreisamtal et son territoire communal s'étend jusqu'aux plus hautes montagnes de la Forêt-Noire : le Feldberg, le Toter Mann, le Hinterwaldkopf et le Schauinsland.

## Évolution démographique
| Année      | 1871 | 1890 | 1910 | 1925 | 1939 | 1950 | 1961 | 1973 | 1985 | 1996 | 2006 |
| ---------- | ---- | ---- | ---- | ---- | ---- | ---- | ---- | ---- | ---- | ---- | ---- |
| Population | 1359 | 1315 | 1362 | 1431 | 1516 | 1700 | 1795 | 2296 | 2569 | 2631 | 2904 |